# Division 1 i amerikansk fotboll 1999
Division 1 var den näst högsta serien i amerikansk fotboll för herrar i Sverige 1999. Serien var uppdelad i två serier, norra och södra. Vinst gav 2 poäng, oavgjort 1 poäng och förlust 0 poäng.
Vinnarna Uppsala 86ers och Karlskoga Wolves gick upp till Superserien.

## Norra
Serien spelades i form av två konferenser men med gemensam tabell. Lagen möttes i dubbelmöten i den egna konferensen och i enkelmöten mellan konferenserna.
|   | Lag                  | SM | V | O | F | GP  | IP  | Poäng |
| - | -------------------- | -- | - | - | - | --- | --- | ----- |
| 1 | Uppsala 86ers        | 7  | 6 | 0 | 1 | 214 | 76  | 12    |
| 2 | Täby F2 Flyers       | 7  | 5 | 1 | 1 | 203 | 69  | 11    |
| 3 | Jamtland Republicans | 7  | 4 | 1 | 2 | 238 | 70  | 9     |
| 4 | Norrköping Panthers  | 7  | 3 | 0 | 4 | 147 | 119 | 6     |
| 5 | Västerås Roedeers    | 7  | 2 | 0 | 5 | 121 | 204 | 4     |
| 6 | Falun Copperheads    | 7  | 0 | 0 | 7 | 14  | 399 | 0     |

|                      | FC   | JR    | NP    | TF    | U86   | VR    |
| -------------------- | ---- | ----- | ----- | ----- | ----- | ----- |
| Falun Copperheads    |      | 0-44  | -     | 6-55  | 8-50  | -     |
| Jamtland Republicans | 64-0 |       | 20-0  | -     | 13-21 | -     |
| Norrköping Panthers  | 59-0 | -     |       | 12-34 | -     | 28-14 |
| Täby F2 Flyers       | -    | 6-6   | 31-6  |       | 14-25 | 44-20 |
| Uppsala 86ers        | 42-0 | 28-34 | 27-0  | -     |       | 21-7  |
| Västerås Roedeers    | 41-0 | 15-13 | 12-24 | 0-50  | -     |       |

Färgkoder:
     – Uppflyttning.

- Roslagen Bulldogs drog sig ur

## Södra
Serien spelades i form av två konferenser men med gemensam tabell. Lagen möttes i dubbelmöten i den egna konferensen och i enkelmöten mellan konferenserna.
|   | Lag              | SM | V | O | F | GP  | IP  | Poäng |
| - | ---------------- | -- | - | - | - | --- | --- | ----- |
| 1 | Karlskoga Wolves | 7  | 7 | 0 | 0 | 299 | 74  | 14    |
| 2 | Halmstad Eagles  | 7  | 6 | 0 | 1 | 182 | 59  | 12    |
| 3 | Limhamn Griffins | 7  | 3 | 0 | 4 | 106 | 182 | 6     |
| 4 | Borås Rhinos     | 7  | 3 | 0 | 4 | 97  | 149 | 6     |
| 5 | Lugi Vikings     | 7  | 2 | 0 | 5 | 86  | 127 | 4     |
| 6 | Lidköping Lakers | 7  | 0 | 0 | 7 | 36  | 182 | 0     |

|                  | BR   | HE    | KW    | LL    | LG    | LV    |
| ---------------- | ---- | ----- | ----- | ----- | ----- | ----- |
| Borås Rhinos     |      | -     | 12-48 | 28-10 | -     | 32-7  |
| Halmstad Eagles  | 14-6 |       | -     | -     | 64-6  | 7-0   |
| Karlskoga Wolves | 44-0 | 29-20 |       | 41-7  | -     | 53-15 |
| Lidköping Lakers | 6-19 | 6-25  | 0-53  |       | 8-16  | -     |
| Limhamn Griffins | 20-0 | 12-49 | 20-31 | -     |       | 0-14  |
| Lugi Vikings     | -    | 0-3   | -     | 34-0  | 16-32 |       |

Färgkoder:
     – Uppflyttning.

- Linköping Dragons drog sig ur
- Majorna Mustangs drog sig ur